# Death of a President
Death of a President is een fictionele documentaire uit 2006 van regisseur Gabriel Range. Hierin wordt president George W. Bush bij een aanslag geliquideerd, waarop Amerika reageert.

## Plot
Nadat Bush wordt neergeschoten, komt na een tijd bericht uit het ziekenhuis dat de president overleden is. Een golf aan theorieën over mogelijke daders en motieven later, komen de Amerikaanse autoriteiten uit bij de Syriër Jamal Abu Zikri. Hij wordt veroordeeld voor moord met als beweegreden een gevonden connectie met Al Quaida.
Een Amerikaanse vrouw verneemt dat haar man Aloysius Claybon dood is. De oud-militair diende in de Golfoorlog, waar hij gedesillusioneerd van terugkwam. Na zijn oudste zoon aan de Irakoorlog verloren te hebben, zag hij het niet meer zitten. Hij is met zijn auto een bos ingereden en schoot zich daar door het hoofd. Hij liet een afscheidsbrief na aan zijn jongere zoon Casey.
In de brief legt hij uit dat hij het niet langer kon verdragen wat president Bush hem en zijn land heeft aangedaan, met zijn valse oorlogen en de gevolgen daarvan. Hij zegt nu gedaan te hebben wat hij moest doen, omdat dat het enige juiste was: Claybon schoot Bush dood.
Zoon Casey licht de autoriteiten in, die hem afdoen als 'de zoveelste complottheorie-gek'. Wanneer later tussen zijn vaders papieren een tot op de minuut kloppend dagschema gevonden wordt van de activiteiten van Bush op zijn sterfdag, is de realiteit niet meer te ontkennen. Het schema is een exacte kopie van het document waar 107 mensen van de geheime dienst toegang toe hadden.
Desondanks blijven de autoriteiten in de openbaarheid bij hun verhaal. In de 'documentaire' vertellen ze te weten dat Claybon de moordenaar is en niet Abu Zikri. Er is sinds de moord niettemin zoveel in gang gezet, dat ze het beter achten de onschuldige in de dodencel gevangen te laten zitten, dan hun fout te herstellen.

## Verhaalstructuur
Death of a President wordt verteld aan de kijker als een reguliere documentaire. Naast archiefbeelden - waaronder authentieke van openbare verschijningen van onder meer George W. Bush en Dick Cheney - doen verschillende betrokkenen hun verhaal over het gebeurde. Onder hen zijn Abu Zikri's vrouw Zahra, Aloysius Claybons vrouw Marianne en zijn zoon Casey, gespeeld door acteurs. Tijdens het verloop snijdt de film punten als dissidentie, racistische invloed op de schuldvraag, het beperken van persoonlijke vrijheden en sensatiezucht aan.